# Аветисян, Тамара Константиновна
Тамара Константиновна Аветисян (18 апреля 1918 — 14 июня 2012) — советская и украинская певица, солистка Национальной Филармонии Украины (1947—87). Известная исполнительница песен народов мира. Заслуженная артистка Украины (2008). Заслуженный деятель еврейской культуры. Почетный академик Академии искусств Республики Армения

## Биография
Родилась Тамара Аветисян 18 апреля 1918 года в армянской семье, в столице Узбекистана городе Ташкенте. Её семья происходила из Нагорного Карабаха, откуда она бежала спасаясь от межнациональных столкновений. Мать Тамары Аветисян была родом из Гадрута. После окончания школы училась в Ташкентской и Московской консерваториях, в Московском гидромелиоративном и автодорожном институтах. В Московской консерватории избрала жанр народной песни и успешно выступала в концертах как солистка Всесоюзного гастрольного концертного объединения.
По семейным обстоятельствам переехав в Киев, в 1947 году Тамара Авестисян впервые вышла на сцену Национальной Филармонии Украины. В филармонии она проработала пятьдесят лет, оставаясь солисткой филармонии вплоть до 1987 года. За свою карьеру Тамара Аветисян, прозванную украинской Царицей Тамарой, исполнила множество фольклорных песен на более чем 60 языках народов мира. Выйдя на пенсию десять лет руководила художественной самодеятельностью, после чего занялась журналистикой. Печаталась в журналах «Возрождение» и «Украинский театр». В 1998 году, в Киеве вышла в свет книга Тамары Аветисян «Незабываемые», в которой содержались затронутые ею нравственно-моральные темы. В 2007 году, под патронажем «Союза армян Украины» в киевском издательстве «НАИРИ» была издана её вторая книга — «Судьба моя — песня».
18 сентября 2008 года, указом № 726 президента Украины Тамаре Аветисян было присвоено звание «Заслуженная артистка Украины». По этому поводу в одном из интервью она заметила, что факт присуждения звания она воспринимает не как личное событие, а как армянка, чьё творчество оценено Украиной.
Скончалась на 94-м году жизни, 14 июня 2012 года в Киеве.

## Сочинения
- Незабываемое. Киев, 1998.
- Судьба моя — песня. Киев, 2007.
- Печаталась в журналах: «Возрождение», «Украинский театр».

## Звания
- Заслуженная артистка Украины.
- Заслуженный деятель еврейской культуры.
- Почетный академик Академии искусств Республики Армения.